# Эдкок, Флёр
Флёр Эдкок (англ. Fleur Adcock; 10 февраля 1934[…], Папакура, Окленд — 10 октября 2024, Лондон) — новозеландская поэтесса и переводчик, проживавшая в Великобритании.

## Биография
Родилась в пригороде Окленда. Детство (1939—1947) провела в Великобритании, где начала сочинять стихи в 5 лет. Впоследствии изучала античную литературу в Университете Виктории в Веллингтоне. Преподавала в университете Отаго в Данидине. В 1952—1958 годах была замужем за поэтом Алистером Кэмпбеллом, родила двоих детей. В 1963 году переехала в Великобританию. Работала библиотекарем в Форин-офисе (до 1979), впоследствии занималась исключительно литературой. Переводила средневековую латинскую поэзию.
Младшая сестра — новозеландская писательница Мэрилин Дакуорт.
Эдкок умерла после непродолжительной болезни 11 октября 2024 года в возрасте 90 лет.

## Книги
- 1964: Eye of the Hurricane[10]
- 1967: Tigers[10]
- 1971: High Tide in the Garden[10]
- 1974: The Scenic Route[10]
- 1979: The Inner Harbour[10]
- 1979: Below Loughrigg[10]
- 1986: Hotspur: a ballad[10]
- 1986: The Incident Book[10]
- 1988: Meeting the Comet[10]
- 1991: Time-zones[10]
- 1997: Looking Back[10]
- 2010: Dragon Talk[10]
- 2013: Glass Wings[10][11]
- 2014: The Land Ballot[11]
- 2017: Hoard[11]
- 2019: Collected Poems[11]
- 2021: The Mermaid’s Tale[11]
- 2024: Collected Poems[11]

## Сводные издания
- Poems 1960—2000. Newcastle upon Tyne: Bloodaxe Books, 2000

## Признание
Лауреат Национальной книжной премии Новой Зеландии (1984), ряда других новозеландских и британских литературных премий. Офицер ордена Британской империи (1996), компаньон ордена Новой Зеландии «За заслуги» (2008), удостоена Золотой медали королевы за поэзию (2006), став лишь седьмой женщиной-поэтом, получившей эту награду за 73 года её существования.